# Castoraeschna januaria
Castoraeschna januaria är en trollsländeart som först beskrevs av Hagen 1867.  Castoraeschna januaria ingår i släktet Castoraeschna och familjen mosaiktrollsländor. Inga underarter finns listade i Catalogue of Life.